# Didier Jannel
Pour les articles homonymes, voir Jannel.
Didier Jannel, né le 17 juin 1965 à Saint-Maur-des-Fossés dans le Val-de-Marne, est un ancien coureur cycliste amateur et un directeur sportif français. Il est depuis 2010 directeur sportif au sein de la formation française AG2R La Mondiale, après avoir été dix ans directeur sportif du club amateur d'Albi Vélo Sport.

## Palmarès
- 1995
  - 2e de Paris-Auxerre
- 1996
  - L'Ariégeoise
  - 3e de Paris-Épernay
- 1997
  - L'Ariégeoise
- 1998
  - L'Ariégeoise
- 1999
  - L'Ariégeoise
- 2000
  - L'Ariégeoise